# إبراهيم بن محمد هادي الزنجاني
إبراهيم بن محمّد هادي الزنجاني المتخلِّص بـ شفائي (11 أغسطس 1856 - 1 ديسمبر 1934) فقيه شيعي، سياسي وشاعر إيراني. 

## سيرته
ولد إبراهيم بن محمد هادي الزنجاني 11 أغسطس 1856/ 10 ذو الحجة 1272 في سرخة ديزج (سلطانية) بمقاطعة أبهر وبدأ دراسته فيها من سن السابعة ثم هاجر إلى النجف عام 1874 وسكن فيها عشرين عاما وتلمذ عند محمد كاظم الخراساني. عاد إلى زنجان وانتخب نائبا عن زنجان في المجلس الأولی الوطني من 7 أكتوبر 1906 حتی 23 يونيو 1908، ثم نائبا عن ملاير في الدور الثاني (15 نوفمبر 1909 - 25 ديسمبر 1911) ونائبا عن زنجان في الدورة الثالثة (6 ديسمبر 1914 - 13 نوفمبر 1915). مال إلى الأدب ونظم بعض شعر، منهم في كتابه الإرشاد الإيمان. كان يكتب ويخطب وينظم باللغات العربية والتركية الأذرية إلى جانب الفارسية.

توفي الزنجاني في 1 ديسمبر 1934/ 23 شعبان 1353 في طهران.